# المنطقة العسكرية (ألمانيا)

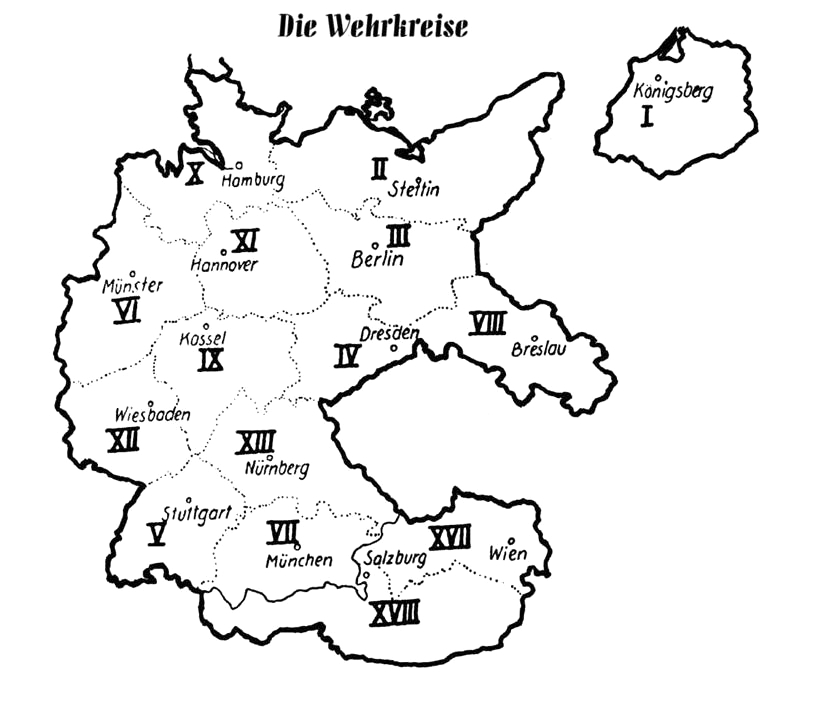
المنطقة العسكرية بعد الضم

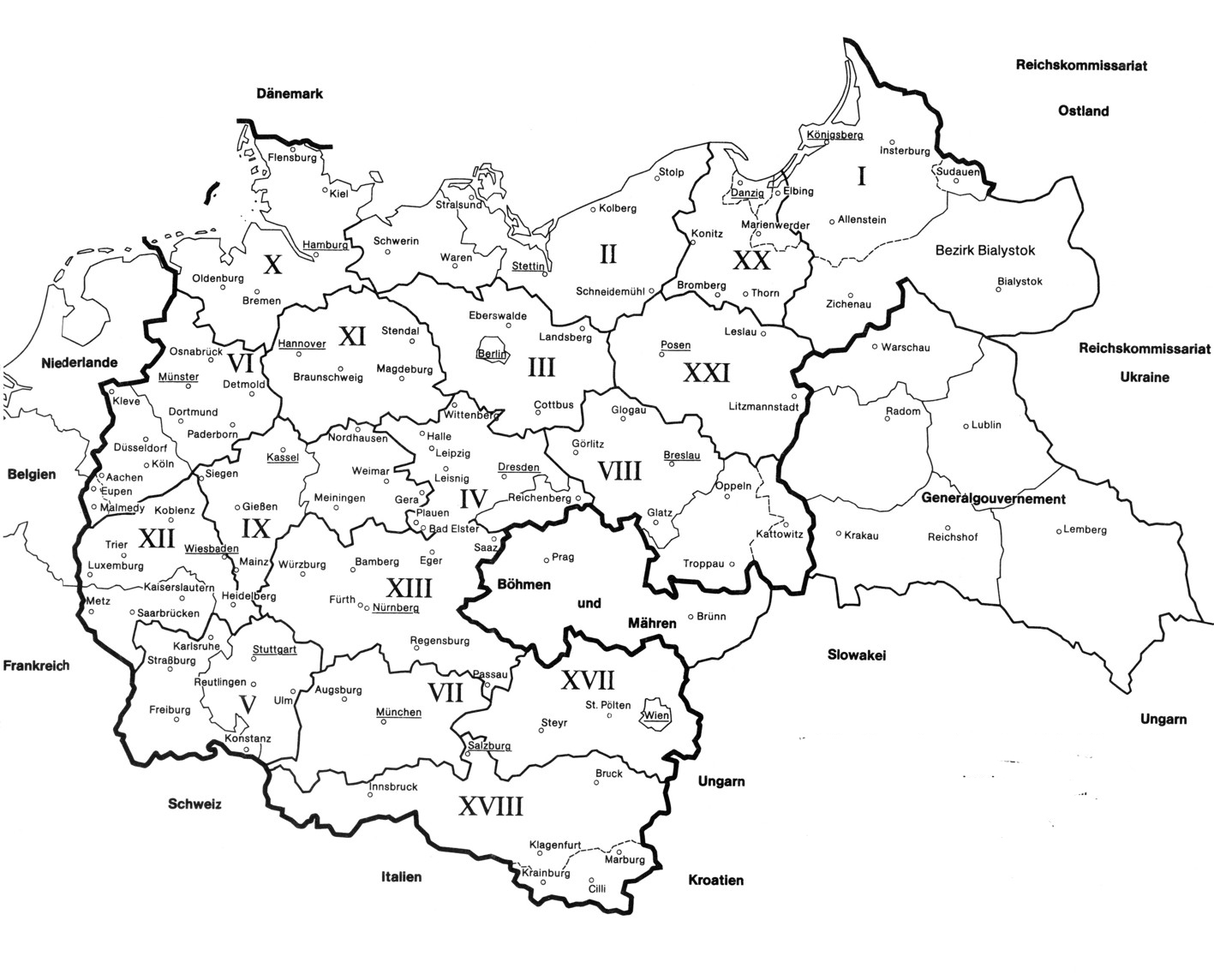
خريطة المنطقة العسكرية في 1943-1944

خلال الحرب العالمية الثانية، كان لدى ألمانيا نظام من المناطق العسكرية (بالألمانية: Wehrkreis)‏ لتخفيف أكبر قدر ممكن من العمل الإداري عن القادة الميدانيين وتوفير تدفق منتظم من المجندين المدربين واللوازم للجيش الميداني. كان الجيش الميداني ( Oberbefehlshaber des Heeres ) منفصلًا عن القيادة الداخلية ( Heimatkriegsgebiet ). تم إسناد مسؤوليات التدريب والتجنيد والإمداد والمعدات إلى القيادة الداخلية.
في وقت السلم، كان الفوركريس موطن لفيلق الجيش من نفس العدد وجميع الوحدات التابعة لذلك التكوين.
- فيلق بانزر الرابع عشر ("فيلق الجيش الرابع عشر (ألي)")
- <i id="mwJQ">XV.</i> <i id="mwJQ">Armeekorps (mot.</i> <i id="mwJQ">)</i> ("فيلق جيش الخامس عشر (بمحركات)")
- <i id="mwKA">السادس عشر.</i> <i id="mwKA">Armeekorps (mot.</i> <i id="mwKA">)</i> ("فيلق جيش السادس عشر (بمحركات)")
- التاسع عشر. Armeekorps ( فيلق الجيش التاسع عشر )